# Rongma
Rongma (kinesiska: 荣玛, 荣玛乡) är en socken i Kina. Den ligger i den autonoma regionen Tibet, i den sydvästra delen av landet, omkring 560 kilometer nordväst om regionhuvudstaden Lhasa.
Genomsnittlig årsnederbörd är 208 millimeter. Den regnigaste månaden är augusti, med i genomsnitt 48 mm nederbörd, och den torraste är januari, med 2 mm nederbörd.